# Sylviornithidae
Sylviornithidae (лат.) — семейство вымерших нелетающих птиц из клады Galloanseres, живших во времена плейстоцена и голоцена.
Первоначально относились к большеногам, пока в 2005 году не были выделены в отдельное семейство. Систематики имеют различное мнение относительно объемлющего таксона этого семейства — его относят или к курообразным (Galliformes), или к объединяющей их и гусеообразных кладе Galloanseres.
Были распространены на тихоокеанских островах Новая Каледония, Пен и Фиджи. Вид Sylviornis neocaledoniae, обитавший на о. Новая Каледония до 3000 лет назад, достигал в высоту 0,8 м и весил до 30 кг.
Sylviornithidae были истреблены культурой лапита, около 1500 года до н. э. Ускорить процесс вымирания также могли одичавшие свиньи и собаки.

## Классификация
По данным сайта Paleobiology Database, на октябрь 2020 года в семейство включают 2 вымерших монотипических рода:
- Род Megavitiornis Worthy, 2000
  - Megavitiornis altirostris Worthy, 2000
- Род Sylviornis Poplin, 1980 — Сильвиорнисы[4]
  - Sylviornis neocaledoniae Poplin, 1980